# Sabrina Maier
Sabrina Maier (* 4. Oktober 1994) ist eine ehemalige österreichische Skirennläuferin. Sie gehörte seit 2016 dem A-Kader des Österreichischen Skiverbandes an und startete vor allem in den schnellen Disziplinen Abfahrt und Super-G.

## Biografie
Maier stammt aus Saalbach-Hinterglemm und startet für ihren Heimatverein. 2011 nahm sie am Europäischen Olympischen Winter-Jugendfestival in Liberec teil, wo sie sowohl im Riesenslalom als auch im Slalom die Bronzemedaille gewann. Drei Jahre nach ihrem ersten Europacupeinsatz erreichte sie im Jänner 2014 erstmals die Punkteränge. Bei den Staatsmeisterschaften 2014 musste sie sich in der Kombination nur Anna Fenninger geschlagen geben. In der Saison 2015/16 erreichte sie mit fünf Platzierungen unter den besten zehn den dritten Rang in der Europacup-Abfahrtswertung und sicherte sich damit ein Ticket für die kommenden Weltcup-Abfahrten. Am 25. Jänner 2017 gewann sie mit der Abfahrt von Davos ihr erstes Europacuprennen. Mit einem weiteren Sieg in Crans-Montana entschied sie die Abfahrtswertung für sich.
Ihr Weltcup-Debüt gab Sabrina Maier am 4. Dezember 2015 in der Abfahrt von Lake Louise. Erste Punkte gewann sie zwei Wochen später mit Platz 23 in der Kombination von Val-d’Isère. Im Laufe der Saison klassierte sie sich weitere acht Male in den Punkterängen, wobei sie ihr bestes Resultat mit Platz 20 im Super-G von Zauchensee erzielte. Am 29. November 2016 kollidierte Maier beim Abfahrtstraining im kanadischen Nakiska beinahe mit einem Hirsch, der vor ihr die Piste kreuzte. Sie kommentierte den Vorfall auf Facebook mit einem humorvollen „Waidmannsheil“.
Im September 2017 zog sie sich beim Überseetraining in Chile einen Kreuzband- und Meniskusriss im linken Knie zu, womit die Olympiasaison für sie vorzeitig beendet war. Bei der Vorbereitung auf die nächste Saison erlitt sie in Copper Mountain einen Schien- und Wadenbeinbruch. Auch die Saison 2019/20 verpasst sie infolge eines erneuten Kreuzbandrisses im linken Knie.
Maier war als aktive Sportlerin des Heeressportzentrums des Österreichischen Bundesheers. Als Heeressportlerin trug sie zuletzt den Dienstgrad Korporal.
Am 29. April 2024 gab Maier ihren Rücktritt vom aktiven Rennsport bekannt.

## Erfolge

### Weltcup
- 3 Platzierungen unter den besten 20

### Weltcupwertungen
| Saison  | Gesamt | Gesamt | Abfahrt | Abfahrt | Super-G | Super-G | Kombination | Kombination |
| Saison  | Platz  | Punkte | Platz   | Punkte  | Platz   | Punkte  | Platz       | Punkte      |
| ------- | ------ | ------ | ------- | ------- | ------- | ------- | ----------- | ----------- |
| 2015/16 | 81.    | 56     | 34.     | 20      | 37.     | 21      | 31.         | 15          |
| 2016/17 | 109.   | 13     | –       | –       | 59.     | 1       | 42.         | 12          |
| 2020/21 | 90.    | 26     | 33.     | 26      | –       | –       | –           | –           |
| 2021/22 | 92.    | 29     | 38.     | 20      | 50.     | 9       | –           | –           |
| 2023/24 | 97.    | 24     | 36.     | 20      | 53.     | 4       | –           | –           |

### Europacup
- Saison 2015/16: 3. Abfahrtswertung
- Saison 2016/17: 5. Gesamtwertung, 1. Abfahrtswertung, 6. Super-G-Wertung
- Saison 2020/21: 6. Super-G-Wertung, 7. Abfahrtswertung
- 11 Podestplätze, davon 3 Siege:

| Datum            | Ort           | Land       | Disziplin |
| ---------------- | ------------- | ---------- | --------- |
| 25. Jänner 2017  | Davos         | Schweiz    | Abfahrt   |
| 20. Februar 2017 | Crans-Montana | Schweiz    | Abfahrt   |
| 11. Jänner 2023  | Zauchensee    | Österreich | Abfahrt   |

### Weitere Erfolge
- Österreichische Meisterin in der Abfahrt 2021
- Österreichische Vizemeisterin in der Alpinen Kombination 2014 und 2016
- Bronze beim EYOF 2011 in Riesenslalom und Slalom
- 5 Siege in FIS-Rennen